# Mélodie en sous-sol
Mélodie en sous-sol is een Frans-Italiaanse film van Henri Verneuil die werd uitgebracht in 1963.
Het scenario is gebaseerd op de roman The Big Grab (1960) van John Trinian.
Deze misdaadfilm was de op twee na meest succesrijke Franse film in Frankrijk in 1963. De film draaide in Nederland vrijwel continue tussen 1963 en 1970 onder de titel Geluidloos als de nacht; de laatste jaren vooral als nachtfilm. Opvallend is de casting van Jean Gabin als inbreker; hij was in die jaren bekend als commissaris Maigret.

## Samenvatting
Charles is een zestigjarige crimineel die er vijf jaar cel heeft opzitten. Thuisgekomen in hun huisje in Sarcelles heeft hij geen oor naar de verzuchtingen van zijn vrouw Ginette. Die droomt ervan te verhuizen naar het zuiden van Frankrijk. Charles wil echter nog een laatste grote slag slaan vooraleer de benen te nemen naar Australië. Het idee om de Palm Beach, het casino van Cannes te overvallen, is afkomstig van zijn oude makker Mario die een heel nauwkeurig plan van de kluiskamer heeft. 
Een probleem stelt zich: Mario is ziek en vermoeid. Charles vervangt hem door Francis die hij heeft leren kennen in de gevangenis. Deze zevenentwintigjarige jongeman is een vastberaden, ambitieuze en onbesuisde schurk die onlangs is vrijgekomen. Hij vraagt zijn schoonbroer Louis Naudin, een eerlijke garagehouder, als chauffeur voor de overval.

## Rolverdeling
| Acteur                  | Personage                                      |
| ----------------------- | ---------------------------------------------- |
| Jean Gabin              | meneer Charles                                 |
| Alain Delon             | Francis Verlot                                 |
| Maurice Biraud          | Louis Naudin                                   |
| Viviane Romance         | Ginette, de vrouw van Charles                  |
| Dora Doll               | gravin Doublianoff                             |
| Carla Marlier           | Brigitte, een jonge danseres van de Blue Girls |
| Henri Virlogeux         | Mario, de zieke ex-gangster                    |
| José Luis de Vilallonga | meneer Grimp, de baas                          |
| Rita Cadillac           | Liliane                                        |
| Anne-Marie Coffinet     | Marcelle                                       |
| Jean Carmet             | de barman                                      |
| Henri Attal             | een vriend van Francis                         |
| Germaine Montero        | mevrouw Verlot, de moeder van Francis          |
| Dominique Davray        | Léone, de vrouw van Mario                      |
| Bernard Musson          | een treinreiziger                              |
| Claude Cerval           | de commissaris                                 |